# Elecciones generales de Luxemburgo de 2018
Las elecciones generales se celebraron en Luxemburgo el domingo 14 de octubre de 2018. Se eligieron los 60 escaños de la Cámara de Diputados de Luxemburgo.

## Sistema electoral
Los 60 miembros de la Cámara de Diputados serán elegidos por representación proporcional en cuatro circunscripciones de múltiples miembros ; 9 en el distrito electoral del Norte, 7 en el Este, 23 en Sur y 21 en el Centro. Los votantes pueden votar por una lista de partidos o emitir múltiples votos para tantos candidatos como escaños. La asignación de asientos se calcula de acuerdo con la cuota de Hagenbach-Bischoff.

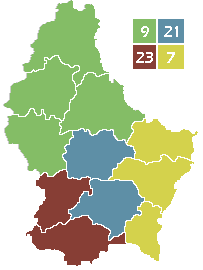
Mapa de circunscripciones de Luxemburgo con número de asientos

## Resultados
|  | 28.31 % |

|  | 16.91 % |

|  | 17.60 % |

|  | 15.12 % |

|  | 8.28 % |

|  | 6.45 % |

|  | 5.48 % |

|  | 1.27 % |

|  | 0.29 % |

|  | 0.27 % |

|  | 99.52 % |

|  | 0.47 % |

|  | 89.66 % |

## Formación de gobierno
El 5 de diciembre de 2018, el primer ministro Xavier Bettel fue reelegido al cargo por un gobierno de coalición entre PD, LSAP y DG.[cita requerida]